# Rodica Șerban
Rodica-Maria Șerban (născută Florea; n. 26 mai 1983, Rădăuți-Prut, România) este o canotoare română, laureată cu aur la Atena 2004 și cu bronz la Beijing 2008.

## Distincții
- Ordinul “Meritul Sportiv” clasa a III-a cu 2 barete (27 august 2008) [4]

## Legături externe
- Rodica Șerban la Comitetul Olimpic și Sportiv Român (arhivat)
- en Rodica Șerban la Olympedia.org